# Eschersheimer Landstraße
Die Eschersheimer Landstraße in Frankfurt am Main ist eine der wichtigsten Ein- und Ausfallstraßen der Stadt. Sie verläuft auf rund sechs Kilometer Länge vom Eschenheimer Tor in nördliche Richtung durch die Stadtteile Westend, Nordend und Dornbusch bis nach Eschersheim. Die Straße hat nicht nur Bedeutung für den Verkehr nach und von Norden, sondern war auch für die Stadtentwicklung wichtig: entlang der Eschersheimer Landstraße wuchs Frankfurt in Richtung Norden. Die Eschersheimer Landstraße wird fast auf ganzer Länge von den U-Bahn-Linien U1 bis U3 und U8 befahren, neun Stationen liegen in ihrem Verlauf.

## Geschichte
Die Eschersheimer Landstraße verläuft teilweise auf der alten Römerstraße nach Nida. Wie fast alle Frankfurter Landstraßen ist auch die Eschersheimer Teil eines mittelalterlichen Verbindungswegs. Er führte vom Eschenheimer Tor, dem repräsentativsten Stadttor der Freien Reichsstadt, über den Eisernen Schlag am Grünhof der Frankfurter Landwehr zunächst in das Dorf Eschersheim, querte dort die Nidda hinüber nach Heddernheim und folgte dem Tal des Urselbachs über das Frankfurter Dorf Niederursel und Weißkirchen in die Stadt Oberursel. Die Straße führte weiterhin entlang des Bachs zur Hohemark, einem zu Frankfurt gehörenden Waldstück im Taunus und zum Taunusübergang am Sandplacken.

## Verlauf

### Eschenheimer Tor

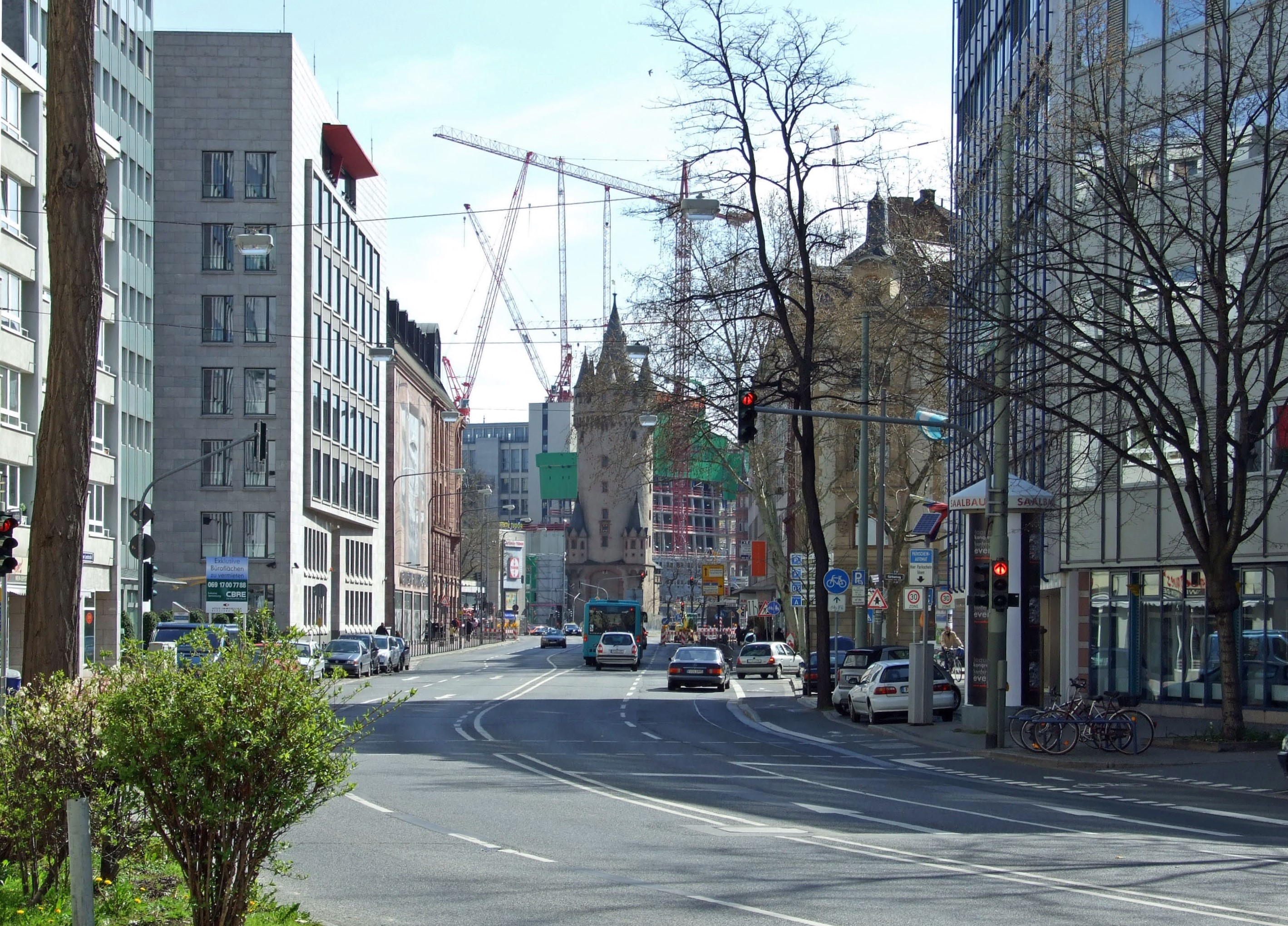
Blick „zurück“, an der ersten Kurve

Die Eschersheimer Landstraße beginnt im Zentrum der Stadt, am Eschenheimer Tor in den Wallanlagen. Der dortige Eschenheimer Turm (1400–1428) gehört zu den bekanntesten gotischen Bauwerken der Stadt. An diesem Platz stehen weitere markante Bauwerke, darunter das Volksbildungsheim, heute ein Großkino, oder das Bayer-Haus mit seinem überkragenden Flachdach. Das 2006 abgerissene Rundschau-Haus gehörte zu den wertvollsten Architekturzeugnissen der 1950er Jahre in Frankfurt. Im Volksbildungsheim und dem angrenzenden Erweiterungsbau befand sich von 1963 bis 1995 das Theater am Turm (TAT). Das zum Theater gehörende TAT-Café war eine Institution im Frankfurter Nachtleben. Am Eschenheimer Tor zweigt die Bockenheimer Anlage nach Westen und die Eschenheimer Anlage nach Osten ab, beide sind Teil des Anlagenrings. Nach Nordosten führt der Oeder Weg, eine der Hauptstraßen des westlichen Nordend mit vielen Geschäften und Cafés.

### Westend und Nordend

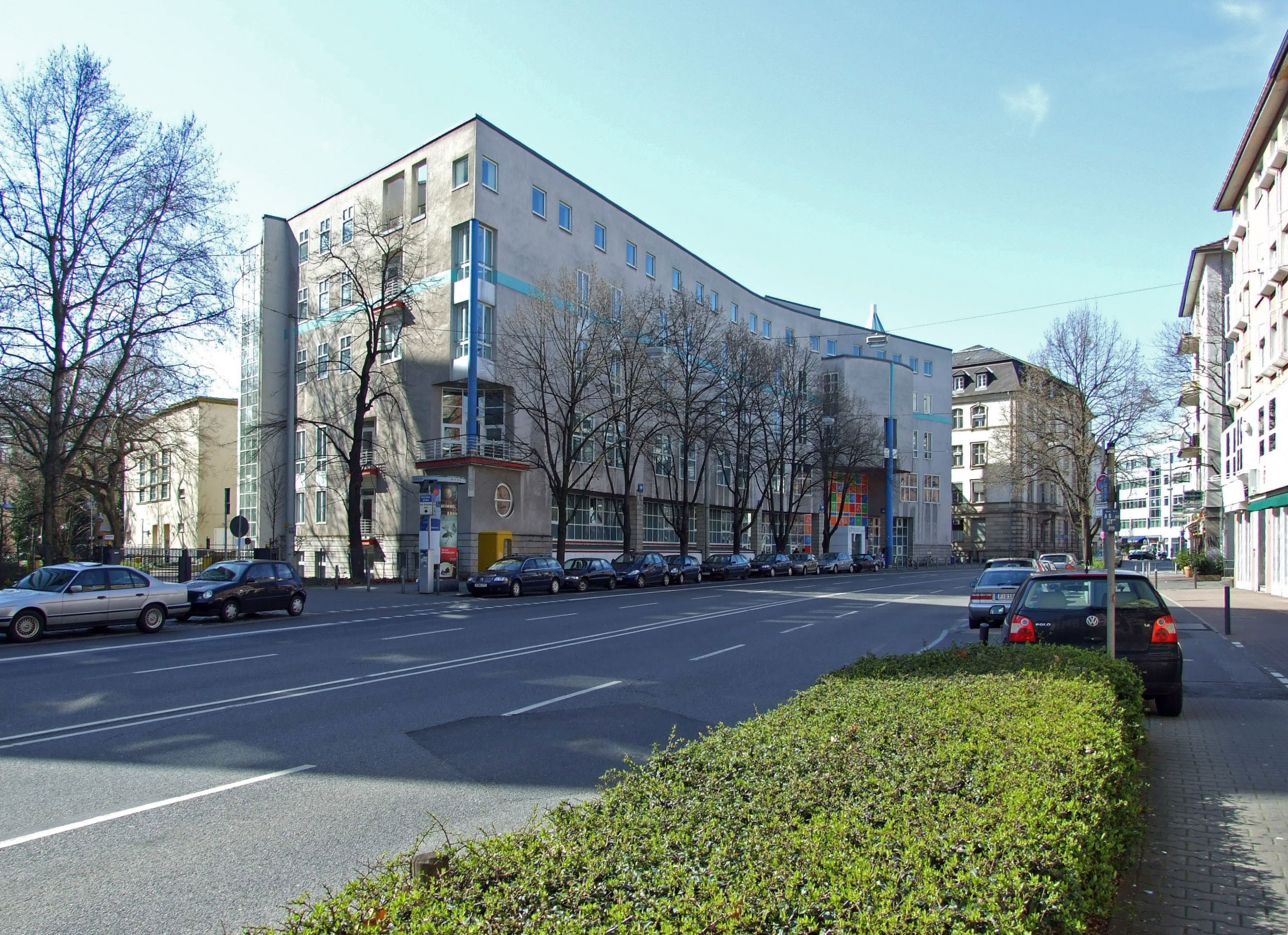
Hochschule für Musik und Darstellende Kunst

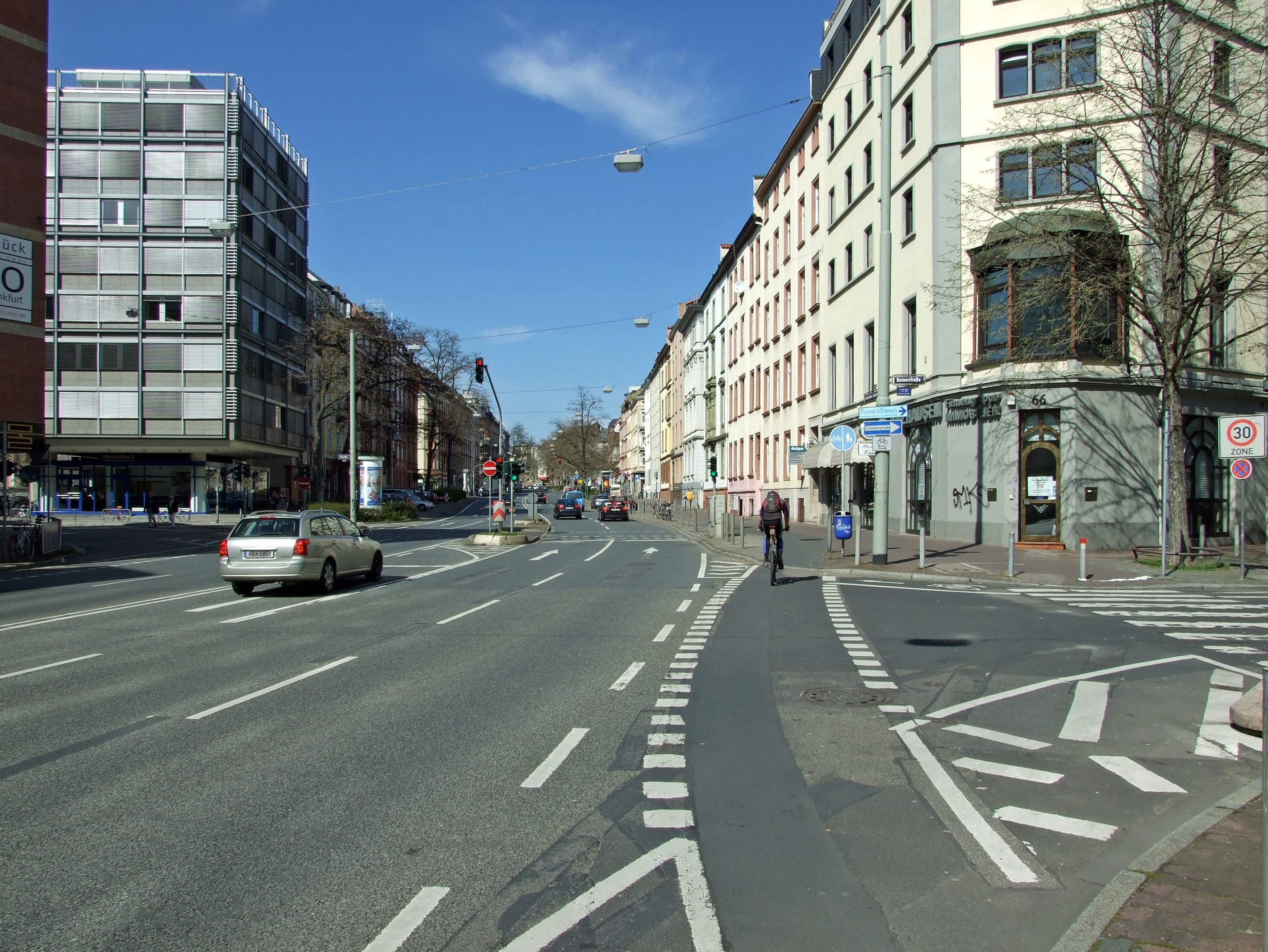
Eschersheimer Landstraße, Ecke Heinestraße

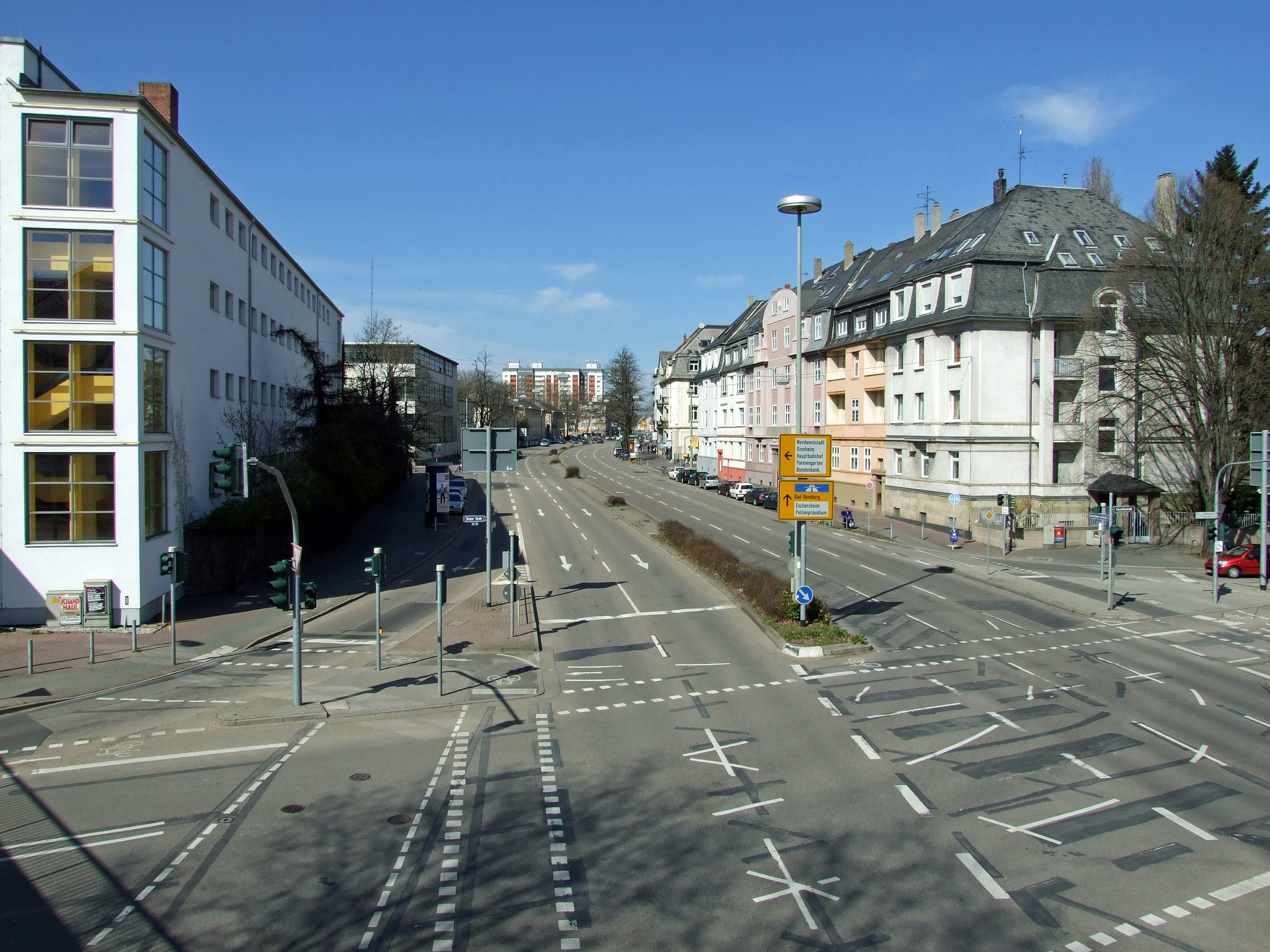
Von der Kreuzung Bremer-/Cronstettenstraße bis zum Alleenring, links die Holzhausenschule

Die südliche Eschersheimer Landstraße bildet die Grenze zwischen den Innenstadtbezirken Westend und Nordend. Die Straße folgt hier einer römischen Straße nach Heddernheim, von der die Eschersheimer Landstraße in Höhe des Grüneburgwegs abzweigt. Zahlreiche traditionelle Frankfurter Gründerzeithäuser sind hier erhalten, durchsetzt von Bürogebäuden der 1960er- bis 1990er-Jahre. Auf der westlichen Straßenseite steht die Hochschule für Musik und Darstellende Kunst, nach Osten zweigen die Querstraße und die Finkenhofstraße ab. Kurz darauf biegt an einer Kurve der Grüneburgweg westwärts ab, die Hauptgeschäftsstraße des nördlichen Westend. Auf der östlichen Seite liegt die Einmündung der Fichardstraße. Kurz darauf zweigt die Baustraße nach Osten ab.
An der Kreuzung mit der Fürstenbergerstraße liegt rund 200 Meter östlich der Holzhausenpark mit dem erhaltenen Wasserschlösschen der alten Frankfurter Patrizierfamilie. Die Hammanstraße und die Justinianstraße erinnern an ihre bekanntesten Vertreter, Hamman von Holzhausen und Justinian von Holzhausen.
Folgt man der Fürstenbergerstraße stattdessen nach Westen, kommt man nach 500 Metern zum I.G.-Farben-Haus, dem Sitz der Goethe-Universität, und wenig später zum Grüneburgpark.
In diesem Bereich der Eschersheimer Landstraße liegen mehrere große Schulen, die Fürstenbergerschule und die Elisabethenschule auf der östlichen sowie das Lessing-Gymnasium, die Engelbert-Humperdinck-Schule und die Holzhausenschule auf der westlichen Straßenseite.
Die nördliche Begrenzung der Innenstadt bildet der Alleenring. An einer großzügig ausgebauten Kreuzung stößt von Westen die Miquelallee, von Osten die Adickesallee auf die Eschersheimer Landstraße. An der Ecke zur Adickesallee steht seit 2002 das Polizeipräsidium Frankfurt. Bis 1995 befand sich auf diesem Gelände der PX Store, ein Einkaufszentrum der US-Streitkräfte, und der Toppers Club des amerikanischen Offizierskorps. An der Ecke zur Miquelallee liegt die Carl-von-Weinberg-Siedlung.

### Dornbusch

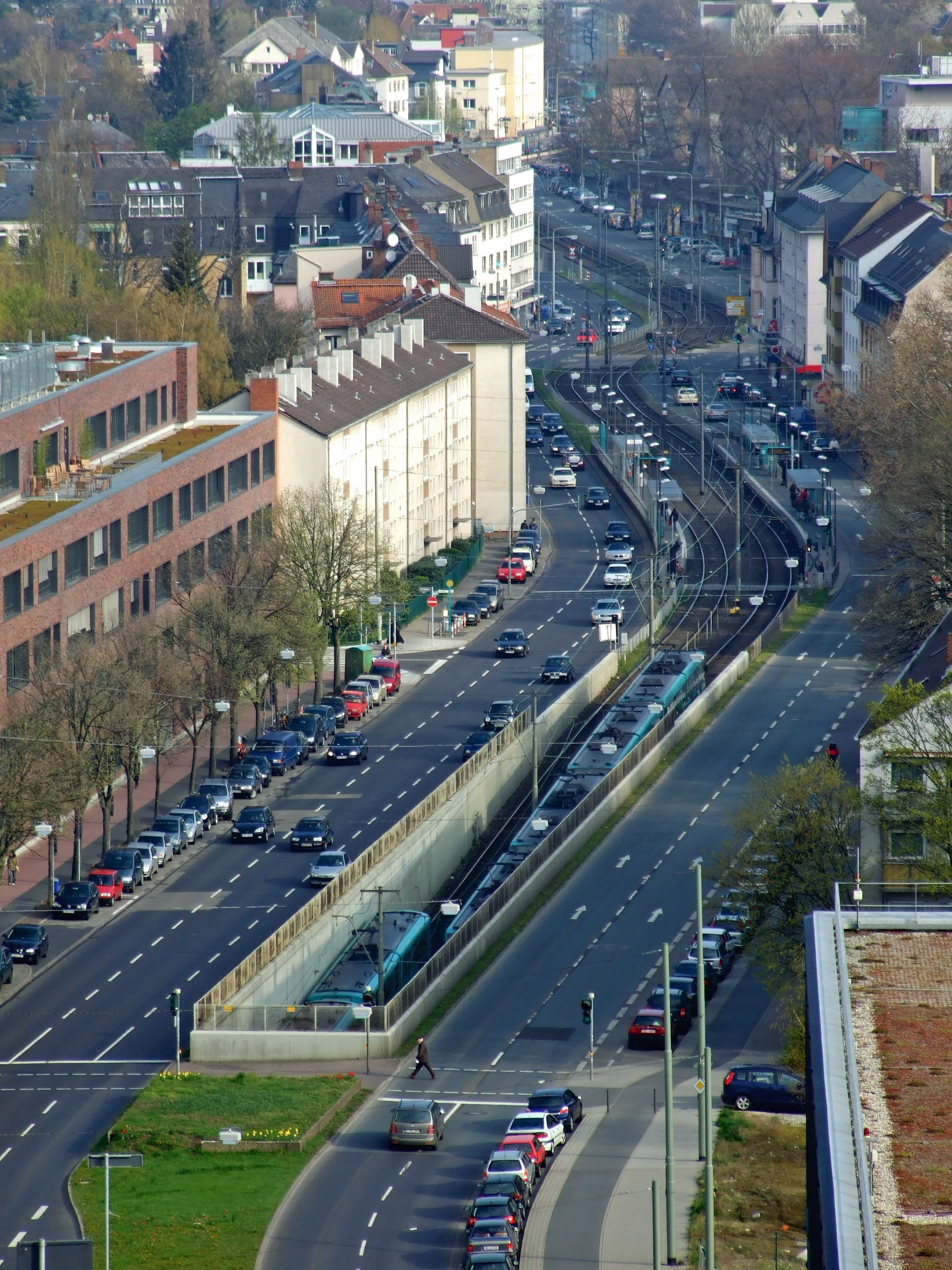
U-Bahnrampe mit Station und Kreuzung „Dornbusch“, April 2008

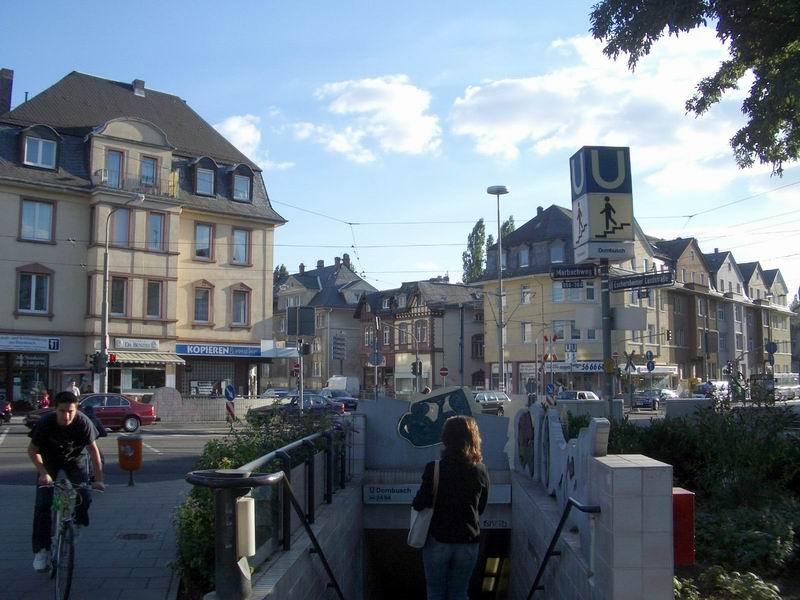
Dornbusch, Ecke Marbachweg

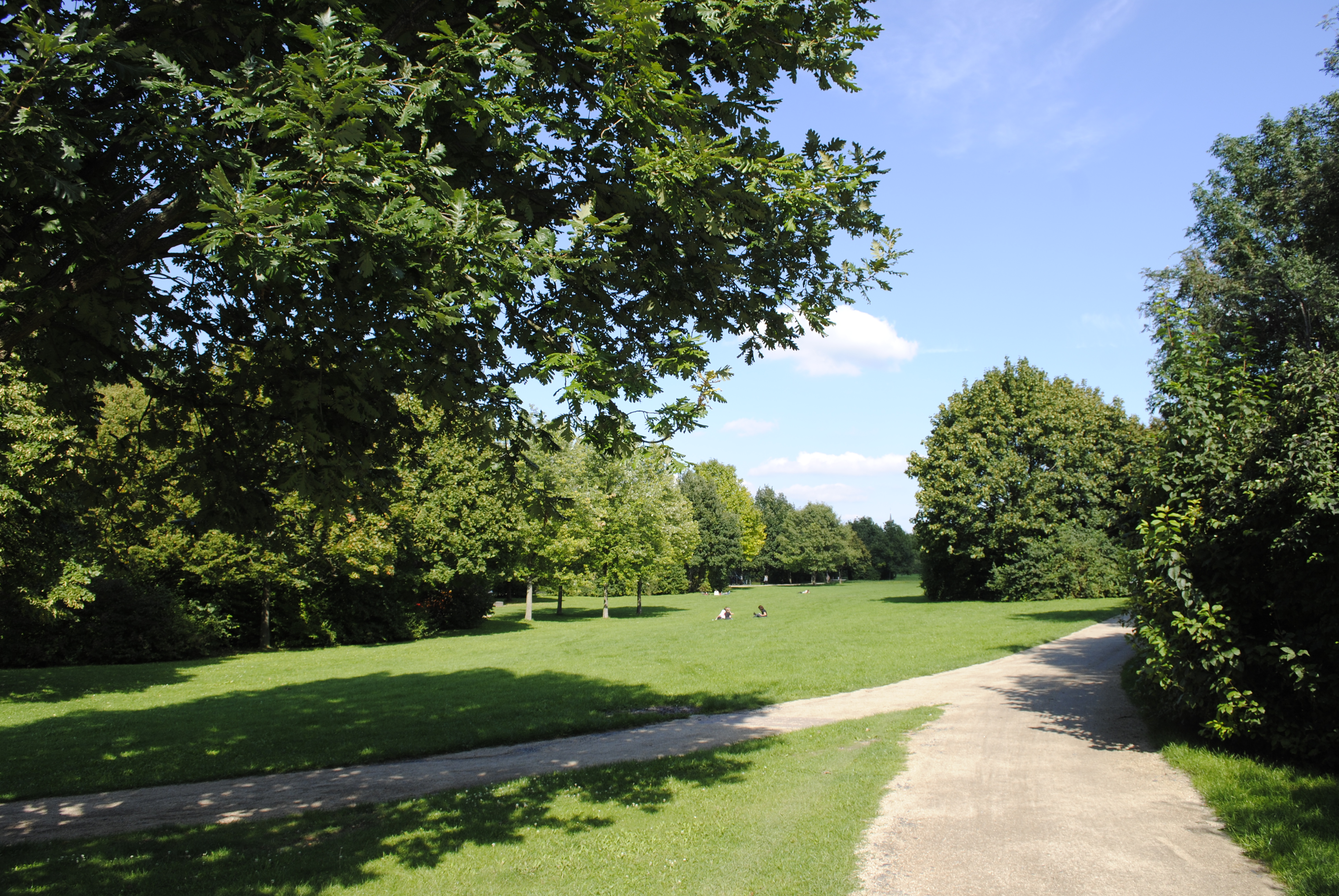
Der Sinaipark, August 2014

Jenseits des Alleenrings wird die Straße breiter. An der Kreuzung mit der Humserstraße wird die U-Bahn über eine Rampe an die Erdoberfläche geführt und verkehrt fortan ebenerdig in der Mitte der Straße, von den Fahrbahnen durch Metallzäune getrennt. Kreuzungsmöglichkeiten für Fußgänger bestehen überwiegend nur an den Stationen. Bis in die 90er Jahre waren die U-Bahn-Stationen nur durch unterirdische Passagen zu erreichen, seitdem gibt es auch oberirdische Zugänge. Die Stadtteile Dornbusch und Eschersheim werden durch die U-Bahn-Trasse und die Autofahrspuren in zwei Teile getrennt. Diese „provisorische“ Streckenführung sollte nach ursprünglicher Planung längst durch eine unterirdische ersetzt worden sein, was aus Kostengründen jedoch bisher nicht geschah.
Westlich der Eschersheimer Landstraße auf dem historischen Grünhof-Gelände liegt das ehemalige Henry und Emma Budge-Heim. Das zweigeschossige Gebäude im Bauhausstil wurde 1928 bis 1930 durch die Architekten Mart Stam, Ferdinand Kramer, Werner Max Moser und Erika Habermann errichtet. Nach dem Krieg lag das Heim auf einem bis 1995 vom amerikanischen Militär genutzten Gelände. In seinen Räumen war eine Zahnklinik untergebracht. Seit 2001 befindet sich hier wieder ein Altenheim („Grünhof im Park“).
Lange Zeit stellte die Eschersheimer Landstraße die Grenze zwischen den Stadtteilen Eckenheim (Ost) und Ginnheim (West) dar. Erst 1946 wurde das dicht bebaute Gebiet entlang der Straße amtlich zum Stadtteil Dornbusch, der seinen Namen von einer alten Flurbezeichnung („Am Dornbusch“) hat. Sie erinnert an die Frankfurter Landwehr, eine im Mittelalter angelegte Befestigungsanlage, um die Frankfurter Gemarkung vor Überfällen zu schützen, Die Landwehr bestand hier aus einem System von undurchdringlichem Gebüsch („Gebück“) in Verbindung mit einem 6 Meter tiefen Erdgraben. Die Warte im Kühhornshof bzw. Bertramshof überwachte diesen Bereich. Am Grünhof, wo die Eschersheimer Landstraße die Landwehr überquerte, wurde ein eiserner Schlagbaum angebracht. Der Schlüssel zu diesem Eysernen Schlag wurde durch den Frankfurter Rat verwahrt und nur in seltenen Fällen herausgegeben, da sich der Verkehr auf möglichst wenige Durchlässe konzentrieren sollte. Eine geplante Warte im Grünhof wurde jedoch nicht mehr vom Rat der Stadt ausgeführt. Reste der Landwehr am Dornbusch bestanden noch bis nach 1900, dann wurde das Gelände bebaut.
Der Mittelpunkt des Stadtteils Dornbusch liegt an der Kreuzung mit dem Diebsgrundweg, der uralten Via Regia, dem heutigen Marbachweg. Nicht weit davon entfernt liegen der Hessische Rundfunk, die 1962 erbaute Dornbuschkirche und die Wöhlerschule. Das Haus Marbachweg 307 ist das Geburtshaus von Anne Frank, die jedoch bereits mit zwei Jahren in die nahe Ganghoferstraße 24 umzog, eine kleine Querstraße der Eschersheimer Landstraße im Anfang des 20. Jahrhunderts gebauten Dichterviertel, einer der bevorzugten Frankfurter Wohngegenden.
In der Dornbuschsiedlung wird die gründerzeitliche Bebauung durch Zeilenbauten der 50er Jahre abgelöst, die mit der Giebelseite zur Straße stehen. Zwischen ihnen liegen eingeschossige Pavillons mit Geschäften.  Zwischen Dornbusch- und Heinrich-von-Stephan-Siedlung liegt auf der östlichen Straßenseite der 1983 bis 1986 auf einem ehemaligen Gärtnereigelände angelegte 4,6 Hektar große Sinaipark mit anschließender naturbelassener Sinai-Wildnis. Auf der westlichen Seite steht das 1951 errichtete Gemeindezentrum der evangelischen französisch-reformierten Gemeinde. Die von Hugenotten gegründete Gemeinde hatte nach dem Zweiten Weltkrieg ihre klassizistische, 1944 zerstörte französisch-reformierte Kirche am Goetheplatz aufgegeben und sich im Neubaugebiet entlang der Eschersheimer Landstraße angesiedelt.
Ab der Hügelstraße folgen wieder gründerzeitliche Blocks, überwiegend zweigeschossige Gebäude mit großen Zwerchhäusern.

### Eschersheim

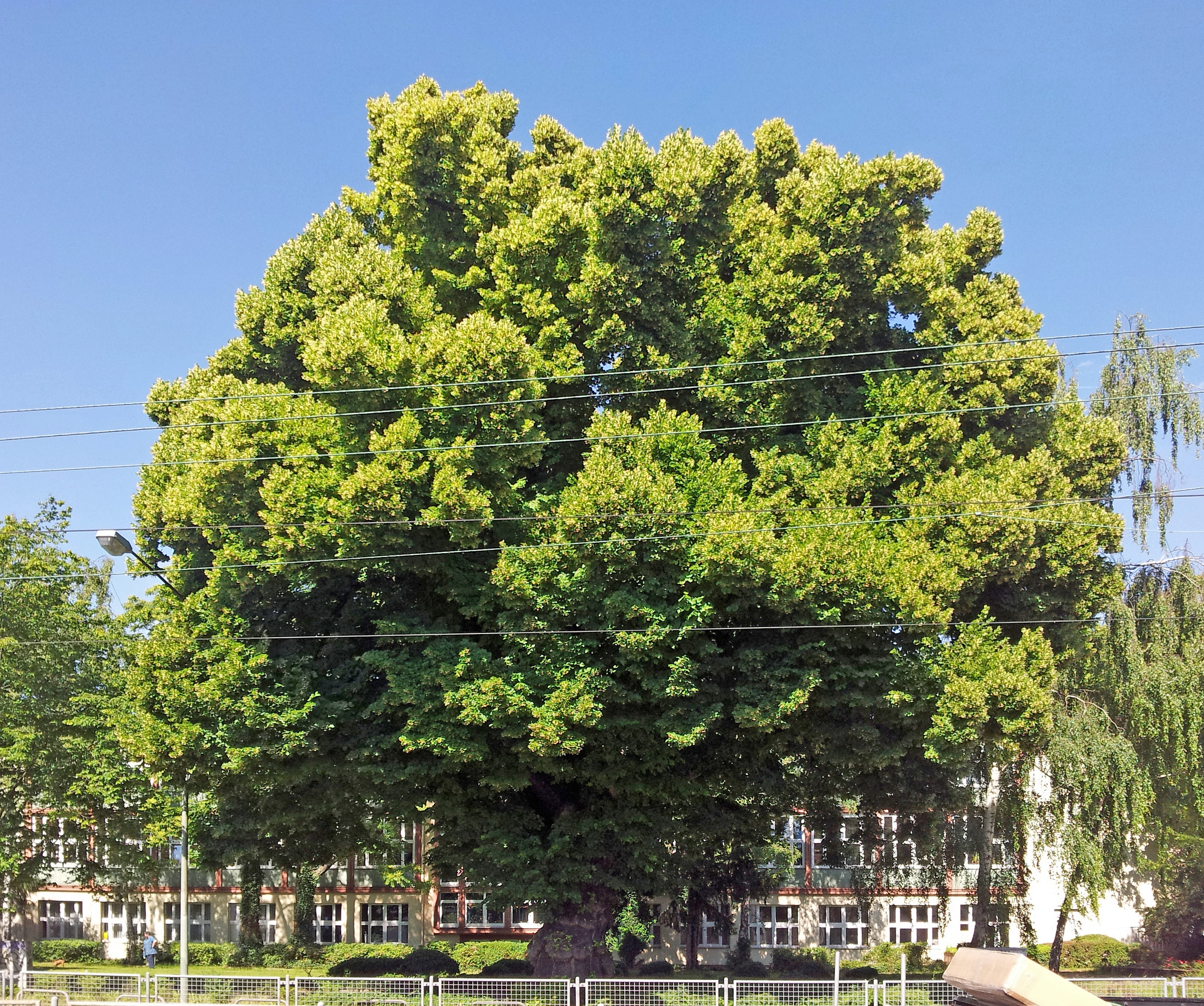
Linde „Am Lindenbaum“ im Sommer

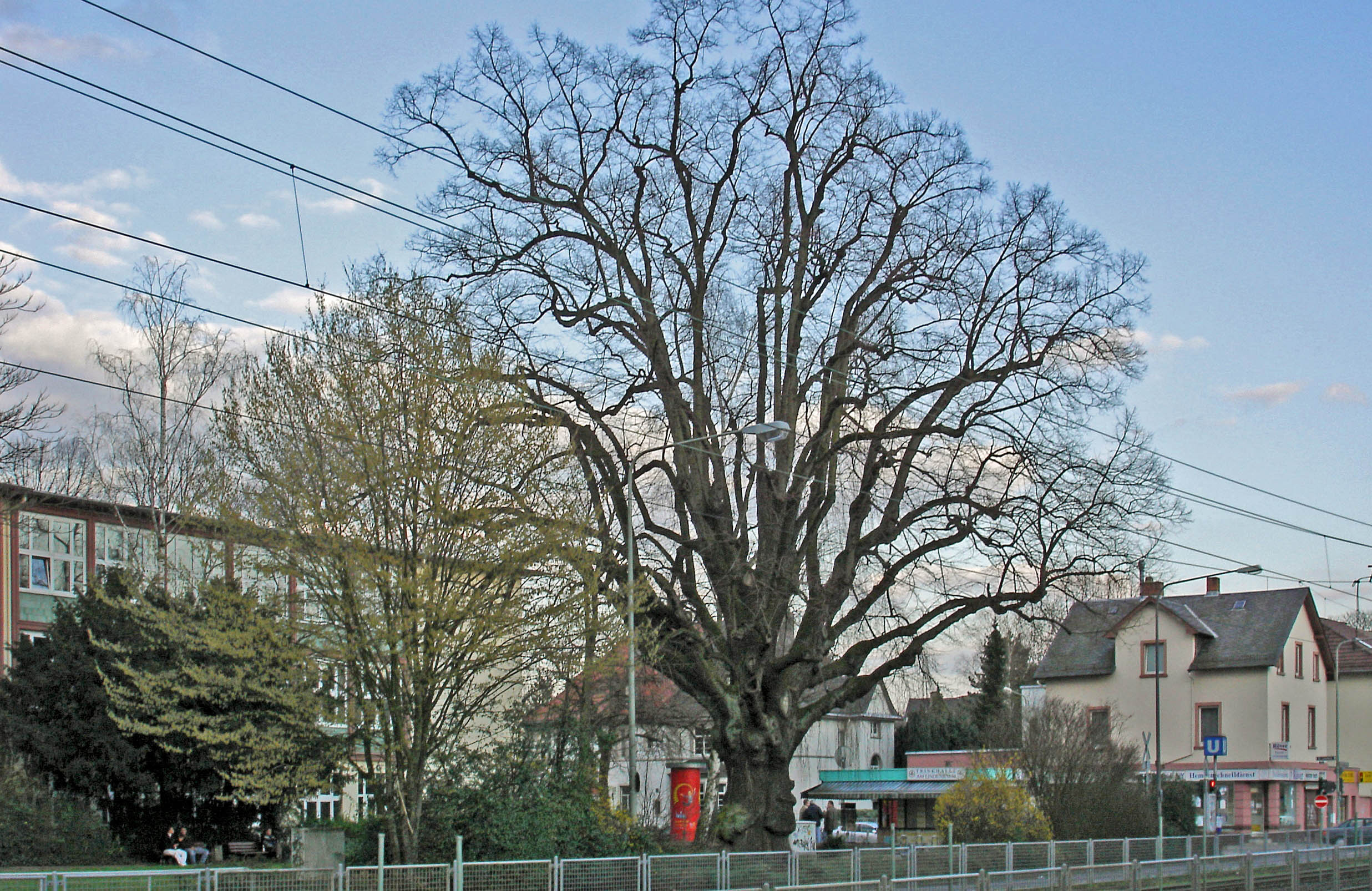
Linde „Am Lindenbaum“ im Winter

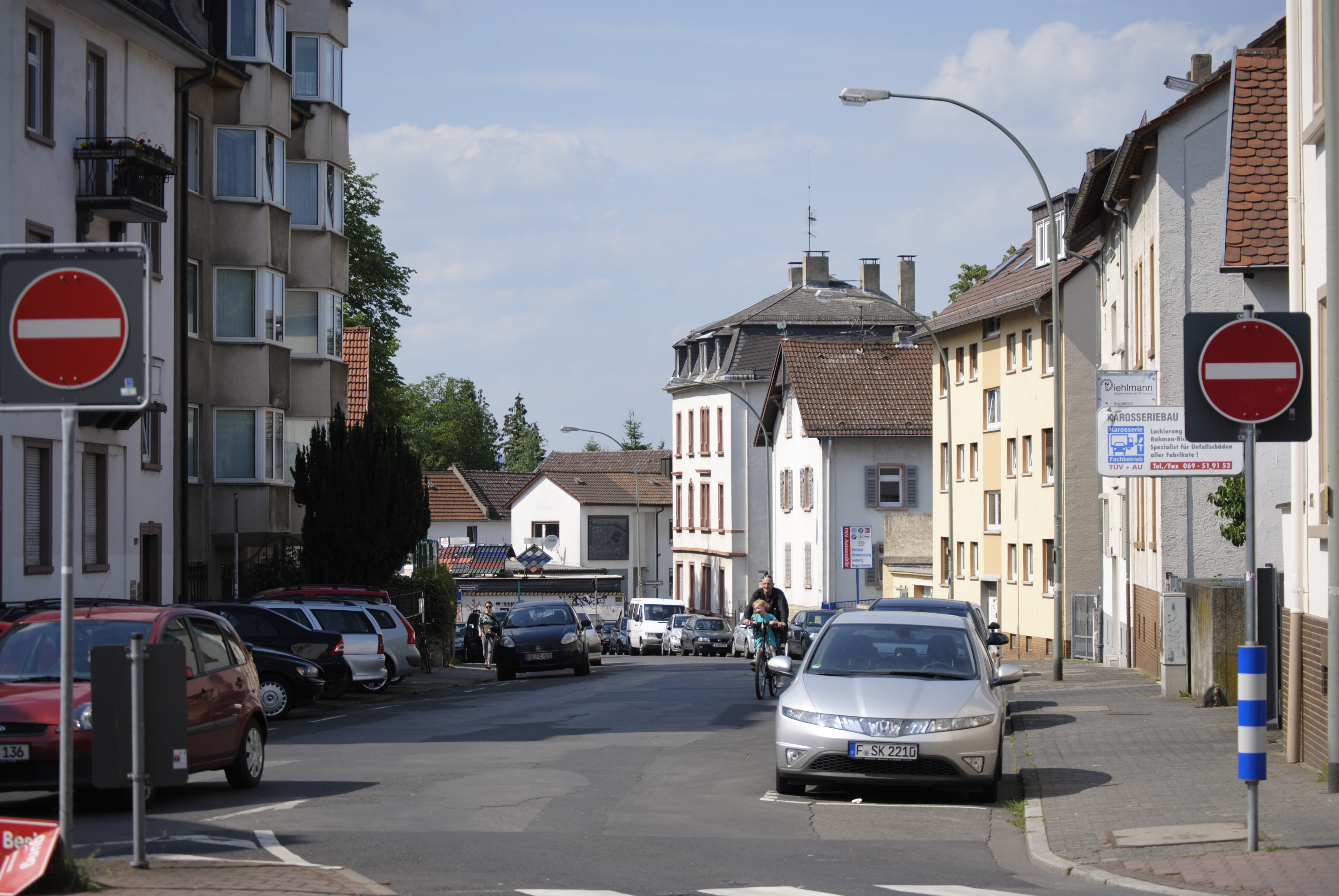
Das Ende der Eschersheimer Landstraße in Eschersheim als Einbahnstraße

Jenseits der Hügelstraße erreicht die Eschersheimer Landstraße den namengebenden Stadtteil. Das Wahrzeichen Eschersheims, nicht etwa eine Esche, sondern der mehrere Jahrhunderte alte Lindenbaum folgt nach kurzer Zeit auf der östlichen Straßenseite. Das zurückgesetzte Gebäude der Ludwig-Richter-Schule bildet einen kleinen Platz, und der Lindenbaum hat hier sogar eine eigene U-Bahn-Station.
Das Stadtteilzentrum liegt an der folgenden Station „Weißer Stein“. Die Bebauung ist hier wieder recht städtisch geprägt. In einer Nebenstraße liegen die neuromanische Josefskirche und die Ziehenschule, eines der bekanntesten Gymnasien Frankfurts.
Der Straßenverkehr und die U-Bahn folgen ab hier der Straße Am weißen Stein zur Maybachbrücke über die Main-Weser-Bahn und die Nidda, während die nun viel schmalere Eschersheimer Landstraße hinunter in den Ortskern Eschersheims führt. Die Straße endet heute an den Gleisen der Main-Weser-Bahn.
Bis in die sechziger Jahre überquerte die Eschersheimer Landstraße noch die Bahn und endete an der Einmündung der Straße Alt-Eschersheim. Durch diese schmale Gasse im Ortskern verlief bis 1966 der gesamte Straßenverkehr in Richtung Frankfurt-Heddernheim und Frankfurt-Niederursel. Etwa 200 Meter westlich an der alten Niddabrücke begann die Heddernheimer Landstraße. Auf einer kleinen Anhöhe oberhalb der Gasse liegt die barocke Emmauskirche, das älteste Gebäude Eschersheims.

## Verkehr

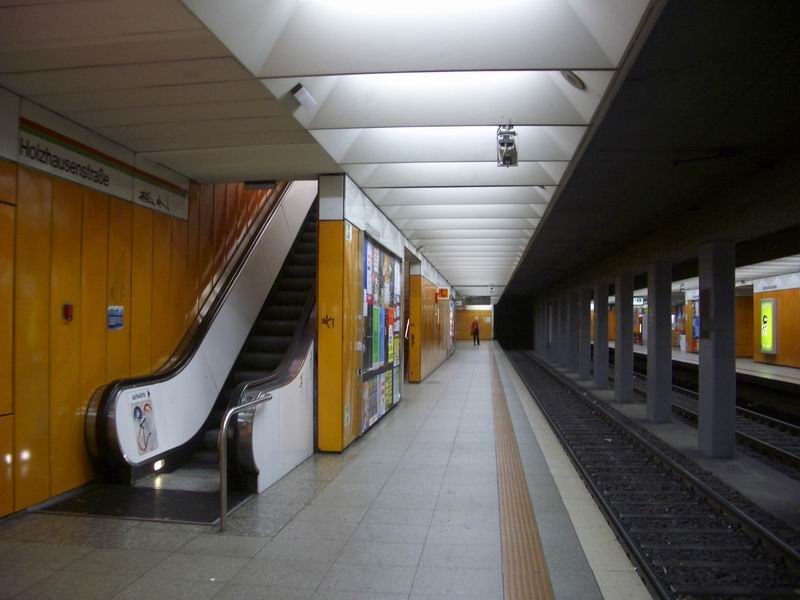
U-Bahnhof Holzhausenstraße

Die Eschersheimer Landstraße ist seit ihrem Entstehen eine wichtige regionale Verkehrsachse. Von den nach Norden führenden Ein- und Ausfallstraßen hatte und hat nur die Friedberger Landstraße größere, weil überregionale verkehrliche Bedeutung. Der über die Eschersheimer Landstraße erreichbare Taunusübergang unterhalb des Großen Feldbergs war ein wichtiger, wenn auch nicht der bedeutendste Pass über das Frankfurter Hausgebirge. Der Feldberg ist vom nördlichen Ende der Eschersheimer Landstraße bereits gut zu sehen.
Der heutige Straßenverkehr wird von der Eschersheimer Landstraße über die Maybachbrücke nach Heddernheim geführt, wo er auf die Rosa-Luxemburg-Straße trifft. Wie in früheren Zeiten dient die Strecke vor allem der Verbindung nach Oberursel und in den Hochtaunus.
Für den städtischen Schienenverkehr war die Eschersheimer Landstraße immer von größter Bedeutung. Seit über 120 Jahren verkehren Bahnen in der Straße. Am 5. April 1888 eröffnete die Frankfurter Lokalbahn eine Pferdebahnstrecke vom Eschenheimer Tor bis zum Bahnhof der Main-Weser-Bahn in Eschersheim. Die Linie wurde noch im September desselben Jahres auf Dampfbetrieb umgestellt. Seit dem 2. November 1891 gab es am Eschenheimer Tor eine Verbindung zur städtischen Straßenbahn, die ab 21. Januar 1901 das (dafür elektrifizierte) Teilstück bis zur Holzhausenstraße mitbenutzte. Zum 7. August 1907 übernahm die Linie 23 der Städtischen Straßenbahn die gesamte Strecke bis nach Eschersheim, die 1909 bis nach Heddernheim verlängert wurde.
Im Mai 1910 kehrte die Lokalbahn in die Eschersheimer Landstraße zurück, die gemeinsam mit der Städtischen Straßenbahn betriebenen Linien 24 nach Oberursel und 25 nach Bad Homburg vor der Höhe verkehrten durch die Straße. Die Frankfurter Lokalbahn wurde zum 1. Januar 1955 von der Städtischen Straßenbahn übernommen.
Ab dem 28. Juni 1963 wurde die Eschersheimer Landstraße zur Großbaustelle: Frankfurts erste U-Bahn-Linie wurde gebaut. Anders als heute üblich wurden U-Bahn-Tunnel damals in offener Baugrube gebaut, Straßenverkehr und Straßenbahnlinien mussten mehrere Jahre lang durch Parallelstraßen – die Straßenbahn über die Straße Am Dornbusch zur Hansaallee – umgeleitet werden. Am 4. Oktober 1968 wurde die Strecke eröffnet, die Linie A1 fuhr mit U-Bahn-Triebwagen von der Hauptwache durch die Eschersheimer Landstraße nach Heddernheim und weiter in die Nordweststadt. Zugleich wurden die Linien 25 nach Bad Homburg und 24 nach Oberursel in A2 und A3 umbenannt, aber erst im Jahr 1972 bzw. 1978 auf U-Bahn-Triebwagen umgestellt, und mit dem Fahrplanwechsel am 27. Mai 1978 in U1 bis U3 umbenannt.
2017/18 wurde im Abschnitt zwischen Hügelstraße und Am Weißen Stein beidseits eine der beiden Kraftfahrzeugfahrspuren aufgehoben, die Fußwege verbreitert und beidseits ein bisher dort fehlender Radwegschutzstreifen abmarkiert.